# Aeschi bei Spiez
Aeschi bei Spiez es una comuna suiza del cantón de Berna, situada en el distrito administrativo de Frutigen-Niedersimmental. Limita al norte las comunas de Spiez, Krattigen y Leissigen, al este con Saxeten y Lauterbrunnen, al sur con Reichenbach im Kandertal, y al oeste on Wimmis.
Hasta el 31 de diciembre de 2009 situada en el distrito de Frutigen.